# World symphony
world symphony（ワールド シンフォニー）は、日本のロックバンドACIDMANの10thシングル。2005年11月9日発売。

## 概要
- 「季節の灯」、『and world』との3ヶ月連続リリースの第二弾。
- 「季節の灯」とは「静と動(REST&ACT)」と言うコンセプトで対比されている。
- turn aroundのsecond lineが収録されている。

## 収録曲
1. world symphony(4:05)
4thアルバム『and world』に収録。
テレビ東京系「JAPAN COUNTDOWN」2005年12月度オープニングテーマ曲。
2. turn around(second line)(3:44)
2ndアルバム『Loop』に収録されている「turn around」をアコースティックアレンジしたもの。

作詞：大木伸夫、作曲：ACIDMAN

## 収録アルバム
- and world (#1)
- ACIDMAN THE BEST (#1)